# Stefano Magaddino

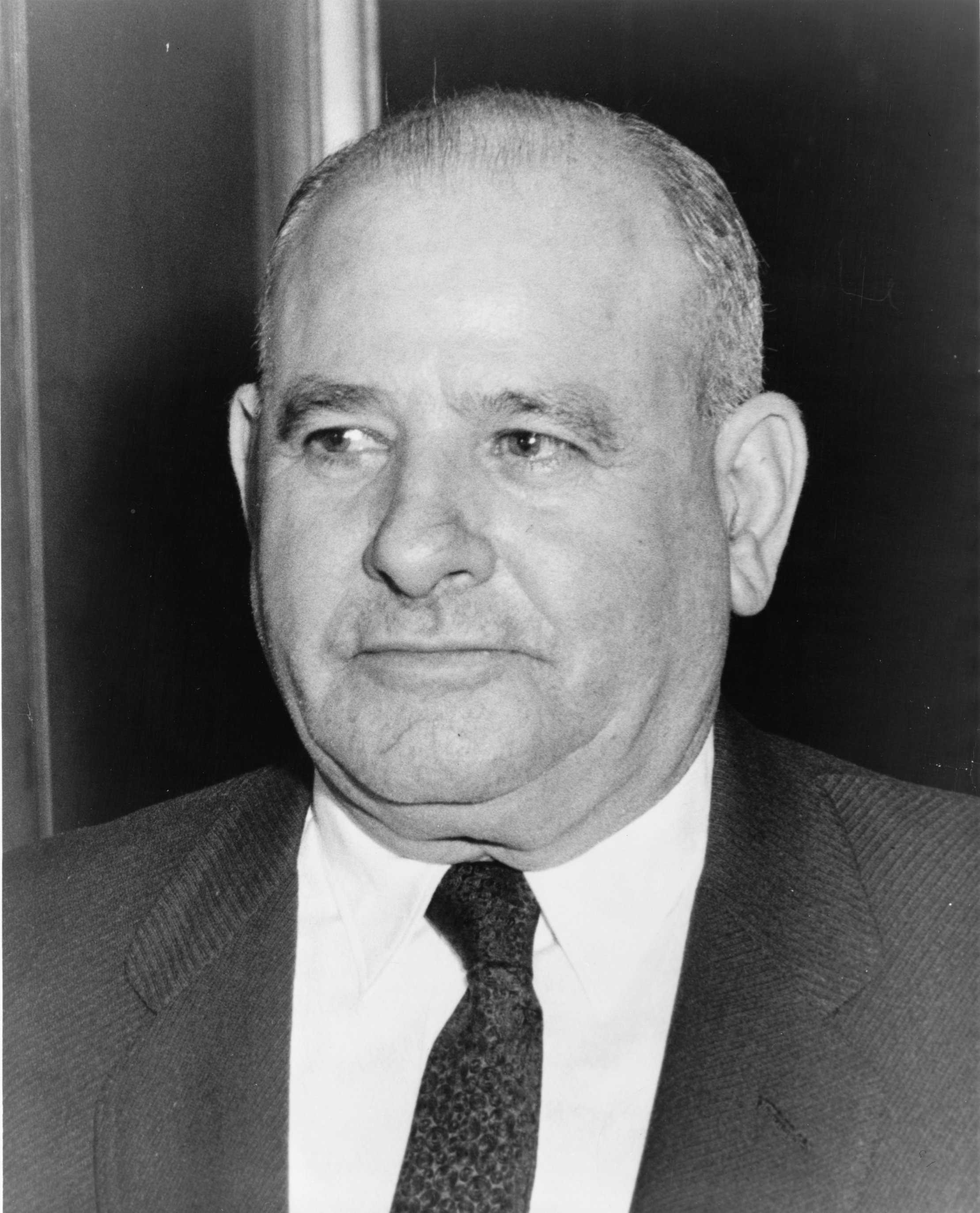
Stefano Magaddino

Stefano „The Undertaker“ Magaddino (* 10. Oktober 1891 in Castellammare del Golfo; † 19. Juli 1974 in New York City) war ein sizilianisch-amerikanischer Mobster der US-amerikanischen Cosa Nostra, bis zum Jahr 1921 Underboss der New Yorker Bonanno-Familie und ab 1922 fünf Jahrzehnte der Boss der heute nach ihm benannten Magaddino-Familie (Buffalo crime family) mit Hauptsitz in Buffalo, des US-Bundesstaats New York.

## Leben
Geboren in Castellammare del Golfo (Sizilien), emigrierte Stefano Magaddino im Jahr 1909 in die Vereinigten Staaten und ließ sich in Brooklyn (New York City) nieder. Er stammte aus einer der bekanntesten und mächtigsten Mafiafamilien der originären Cosa Nostra und hatte bereits bei seiner Ankunft den Ruf, ein kaltblütiger Killer zu sein. Einer von Magaddinos Cousins aus Sizilien war der künftige Boss der New Yorker Bonanno-Familie, Giuseppe „Joe“ Bonanno.
Magaddino etablierte sich schnell in der New Yorker Unterwelt, leitete einen Clan von Mafiosi aus Castellammare del Golfo, welcher als „The Good Killers“ bekannt wurde und war ab dem Jahr 1915 Underboss der Bonanno-Familie.
Im Jahr 1921 wurde er zusammen mit Gaspar Milazzo, dem künftigen Boss der Detroit crime family, wegen der angeblichen Beteiligung an einem Mord verhaftet. Bei dem Opfer handelte es sich um ein Mitglied des rivalisierenden Buccellato-Clans aus Castellammare del Golfo.
Nach seiner Entlassung verlagerte Magaddino im Jahr 1922 aufgrund der Strafverfolgung seine Operationen nach Buffalo und dann nach Niagara Falls. Dort wurde er ein enger Verbündeter von Benedetto Angelo „Buffalo Bill“ Palmeri und stellte sich nach dem Tod des dortigen Bosses, Giuseppe „Joseph“ Peter DiCarlo, Sr., an die Spitze der Buffalo crime family.
Während der Prohibitionszeit machte er ein Vermögen mit Alkoholschmuggel (Bootlegging). Nach dem Ende der Prohibition machte seine Organisation Geld mit Schutzgelderpressung, Kreditwucherei, Racketeering, illegalem Glücksspiel etc. Das Einflussgebiet soll umfasst haben: Nord- und West-New York (Bundesstaat), Buffalo, Rochester, Utica, Ost-Pennsylvania bis Youngstown, Ohio; In Kanada von Toronto bis Montreal.
Obwohl größtenteils beliebt, hatte auch Magaddino Feinde und überlebte mehrere Mordanschläge. Im Jahr 1936 versuchten rivalisierende Gangster, Magaddino mit einer Bombe zu ermorden und töteten stattdessen seine Schwester. Im Jahr 1958 warf ein Attentäter eine Handgranate durch sein Küchenfenster, die jedoch nicht explodierte.
Über fünfzig Jahre blieb Magaddino eine dominante Präsenz in der Unterwelt von Buffalo. Er war der längste fest angestellte Boss einer Familie in der Geschichte der amerikanischen Mafia und war auch in den nationalen Angelegenheiten der La Cosa Nostra sehr engagiert. Magaddino war ein Gründungsmitglied von Charles „Lucky“ Lucianos Mafia-Kommission und besuchte wichtige Unterwelt-Treffen wie die Havanna-Konferenz im Jahr 1946 und das Apalachin-Meeting von 1957. Er galt als ein Mafioso der alten Schule, der sich im Hintergrund aufhielt und die Öffentlichkeit scheute.
Stefano Magaddino starb am 19. Juli 1974 im Alter von 82 an einem Herzinfarkt im Mount Saint Mary’s Hospital in Lewiston (New York). Seine Trauerfeier wurde in der römisch-katholischen St.-Joseph’s-Kirche abgehalten. Er wurde auf dem St.-Joseph’s-Friedhof in Niagara Falls beerdigt.